# Oktay Urkal
Oktay Urkal (n. 15 ianuarie 1970, Berlin, RDG) este un boxer german, medaliat olimpic. A participat la o ediție a Jocurilor Olimpice (1996) în care a câștigat o medalie de argint.

## Participări
Lista de mai jos prezintă principalele competiții la care a participat Oktay Urkal de-a lungul carierei.
- boxing at the 1996 Summer Olympics – light welterweight[*]